# سيغونويلا
سيغونويلا (بالإسبانية: Ciguñuela)‏ هي بلدية تقع في مقاطعة بلد الوليد، قشتالة وليون، إسبانيا. وفقًا لتعداد 2010 (المعهد الوطني للإحصائيات)، يبلغ عدد سكان البلدية 396 نسمة.